# Quốc Tuấn, Nam Sách
Quốc Tuấn là một xã thuộc huyện Nam Sách, tỉnh Hải Dương, Việt Nam.

## Địa lý
Xã Quốc Tuấn nằm ở phía bắc huyện Nam Sách, cách trung tâm huyện 4 km, có vị trí:
- Phía đông giáp xã An Bình
- Phía tây giáp xã Trần Phú
- Phía nam giáp thị trấn Nam Sách và xã An Phú
- Phía bắc giáp xã Hợp Tiến và xã Nam Tân.

Xã Quốc Tuấn có diện tích 9,95 km², dân số năm 2022 là 15.488 người, mật độ dân số đạt 1.556 người/km².

## Hành chính
Xã Quốc Tuấn được chia thành 8 thôn: Trực Trì, An Xá, Lương Gián, Đông Thôn, Tống Xá, Tông Phố, Linh Khê, Hà Liễu.

## Lịch sử
Xã Quốc Tuấn có một bề dày lịch sử, ngay từ thời phong kiến xã là trung tâm của các phong trào đòi ruộng, xóa tô. Khi Cách mạng tháng Tám nổ ra, nhân dân trong xã hang hái đi mít tinh biểu tình, cướp chính quyền từ Nhật – Pháp. Trong Chiến tranh Đông Dương và Chiến tranh Việt Nam, hàng ngàn người Quốc Tuấn đã lên đường nhập ngũ, trong số đó có hàng trăm người không trở về. Dù vậy xã cũng có những người con ưu tú như các ccb Nguyễn Nhật Chiêu, Nguyện Ngọc Diệu,...
Ngày 18 tháng 5 năm 2021, UBND tỉnh Hải Dương ban hành Quyết định số 1467/QĐ-UBND về việc công nhận xã Thanh Quang là đô thị loại V.
Ngày 24 tháng 10 năm 2024, Ủy ban Thường vụ Quốc hội ban hành Nghị quyết số 1250/NQ-UBTVQH15 về việc sắp xếp đơn vị hành chính cấp xã của tỉnh Hải Dương giai đoạn 2023 – 2025 (nghị quyết có hiệu lực từ ngày 1 tháng 12 năm 2024). Theo đó, sáp nhập toàn bộ 3,77 km² diện tích tự nhiên và quy mô dân số 5.969 người của xã Thanh Quang vào xã Quốc Tuấn.
Xã Quốc Tuấn có 9,95 km² diện tích tự nhiên và quy mô dân số là 15.488 người.

## Kinh tế - xã hội
Ngoài sản xuất nông nghiệp, rau màu thì xã Quốc Tuấn còn nổi tiếng với nghề làm hương ở hầu hết các thôn thậm chí nghề này còn lan sang các thôn xã lân cận như Thanh Quang, An Bình. Ngoài ra ở thôn An Xá có nghề thu gom, giết mổ động vật, thịt chó (về quy mô thì không bằng ở xã Đức Thượng, huyện Hoài Đức). Xã Quốc Tuấn hiện nay là xã có kinh tế khá giả và nổi bật hẳn so với mặt bằng chung của huyện Nam Sách. Bộ mặt nông thôn thay đổi nhanh chóng khi có khu đô thị mới tập trung Quốc Tuấn - Thanh Quang được xây dựng trên địa bàn xã giáp với quốc lộ 37.

### Giáo dục
Xã có các trường :
- Trường Mầm non Quốc Tuấn
- Trường Mầm non Thanh Quang
- Trường Tiểu học Quốc Tuấn
- Trường THCS Quốc Tuấn
- Trường Tiểu học và THCS Thanh Quang.

Các trường đều đạt trường chuẩn quốc gia, đào tạo nhiều học sinh giỏi cấp tỉnh, quốc gia.

## Văn hóa
Tôn giáo, tín ngưỡng: Xã có 87% người theo Đạo Phật, 2% người theo đạo Thiên Chúa. Trong xã có 5 ngôi chùa và 2 nhà thờ lớn được xây để phục vụ tín ngưỡng của nhân dân.

### Nghệ thuật
Quốc Tuấn là quê hương của nhà thơ Trần Đăng Khoa, ông là tác giả của nhiều tác phẩm nổi tiếng như: Hạt gạo làng ta, Góc sân và khoảng trời. Ngoài ra còn có các tên tuổi khác như Trần Nhuận Minh.

### Di tích
Di tích Mộ và nhà thờ ba vị tiến sĩ là Trần Cảnh, Trần Thọ và Trần Tiến đã được Bộ Văn hóa Thể thao và Du lịch công nhận là di tích lịch sử cấp quốc gia 2020.
Ngoài ra xã còn có đình Cả. Một ngôi đình đã ngoài 400 năm tuổi. Đình thờ Một vị Đại Vương có công lớn với triều đình. Qua thời gian bị chiến tranh tàn phá, nhưng nhờ sự giúp đỡ của người dân, sự vào cuộc của các cấp chính quyền đình đã được khôi phục nguyên trạng. Đến nay vẫn là nơi sinh hoạt, giao lưu văn hóa của người trong xã.

## Giao thông
Các tuyến đường, hệ thống giao thông quan trọng:
- Quốc lộ 37: đi thành phố Hải Dương, Bắc Giang...
- Đường mới đi cầu Hàn (thành phố Hải Dương)
- Hệ thống xe buýt: HD-QN207, HD-BG208.